# Sablia serradaguae
Sablia serradaguae là một loài bướm đêm trong họ Noctuidae.